# Aisuluu Tynybekova
Aisuulu Tynybekova (kirgiziska: Айсулуу Тыныбекова), född 4 maj 1993 i Bisjkek i Kirgizistan, är en kirgizisk brottare. Hon vann en silvermedalj i fristil vid de 
olympiska sommarspelen i Tokyo år 2021.
Tynybekova studerade vid tekniska högskolan i Bisjkek och spelade basket och tränade karate på fritiden innan hon började med brottning. Hon blev medlem av Kirgizistans landslag år 2009 och fyra år senare var hon en av landets bästa idrottare.
År 2012 deltog hon, som första kvinnliga brottare från Kirgizistan någonsin, i 63 kg-klassen i fristil vid de olympiska sommarspelen i London, men förlorade i åttondelsfinalen. Vid sommarspelen i Rio de Janeiro år 2016 kom hon på femte plats.
Tynybekova tog brons i 58 kg klassen vid världsmästerskapen i Paris år 2017 och tog sitt första VM-guld vid världsmästerskapen i Nur-Sultan år 2019.